# Tsuivan
Le tsuivan (en mongol cyrillique : Цуйван) est une spécialité culinaire originaire de Mongolie. Il s'agit traditionnellement d'un plat de pâtes avec de la viande. Les versions modernes peuvent incorporer des pommes de terre et des légumes, notamment des carottes et poivrons cuits et du concombre cru.

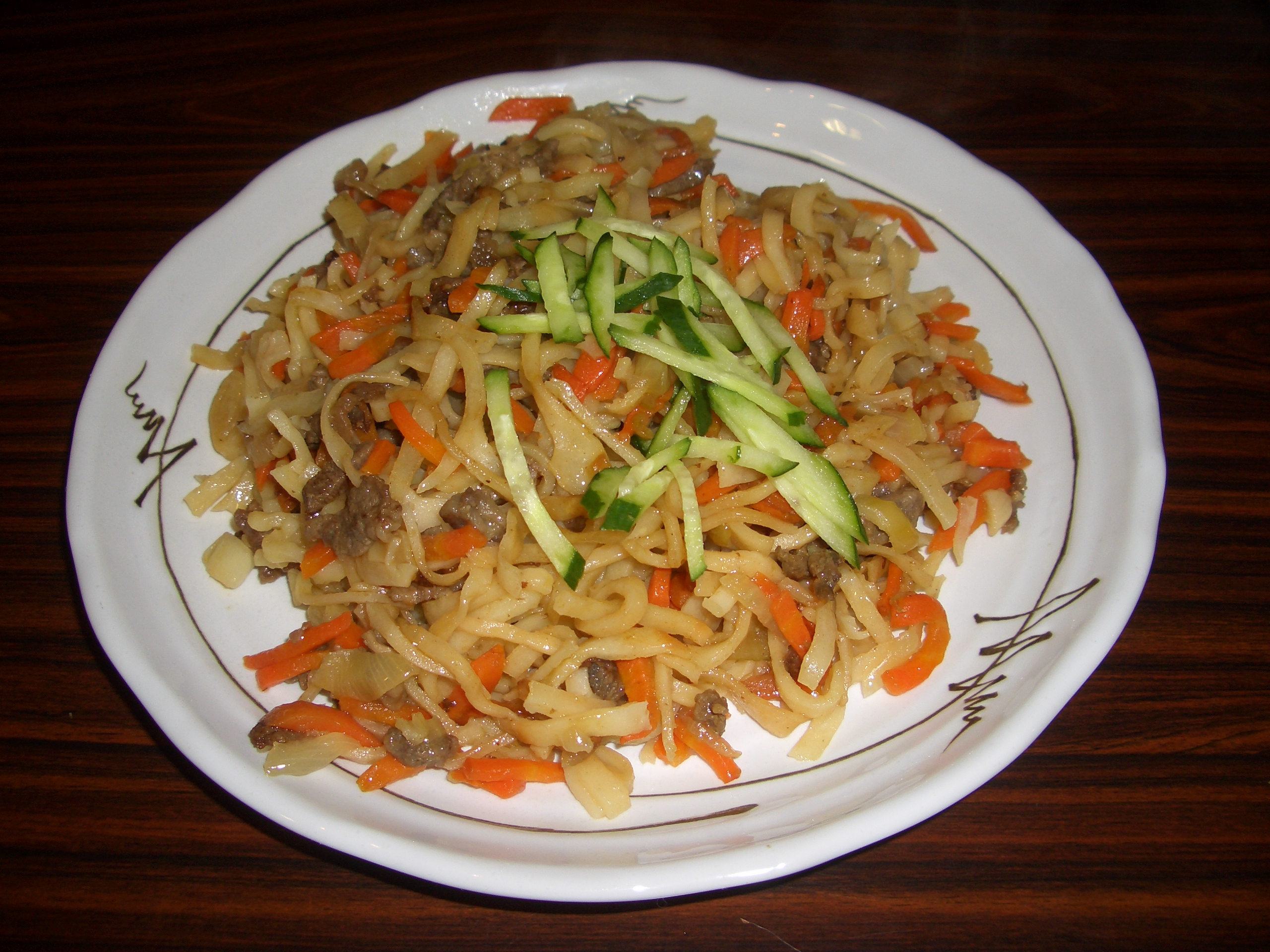
Platée de tsuivan.

La base de la pâte du tsuivan et la même que celle du buuz et du khuushuur. La viande et les légumes sont préparés et frits, auxquels sont ajoutées les pâtes au-dessus sans les mélanger immédiatement. On ajoute un peu d'eau, on couvre et on laisse cuire à l'étouffé quelques minutes avant de servir souvent en grande quantité.
C'est un plat très populaire de base de la cuisine mongole qui est en général consommé plusieurs fois par mois.